# Ужасный Тед (медведь)
Ужасный Тед (англ. Terrible Ted; род. в 1949 или 1950, Гаспе, Квебек, Канада) — медведь-барибал, выступавший в различных североамериканских рестлинг-промоушнах с 1950-х по 1970-е годы.

## Рестлинг
Тед дебютировал 1 апреля 1950 года, победив Тони Галенто в Асбери-Парке, штат Нью-Джерси. Его менеджером и тренером на протяжении всей карьеры являлся известный канадский рестлер Дэйв Маккигни.
Матч-реванш 3 мая того же года против Кларенса Латтрала (который позже стал чемпионом Флориды по рестлингу) в Корал-Гейблс завершился вничью. Третий и заключительный матч состоялся 11 июня в Марионе, штат Огайо, его результат неизвестен. Существует большая вероятность, что в этих матчах участвовал другой медведь с похожим именем, поскольку Маккигни заявил, что 20 августа 1969 года Теду было 19 лет, что означает, что в первом матче с Галено ему было около шести месяцев. Медведи этого возраста обычно весят менее 100 фунтов (45 кг). После этого в карьере Теда случился короткий перерыв.
Дэйв Маккигни забрал медведя к себе, обучив его новым трюкам. 26 декабря 1958 года в присутствии 8 250 болельщиков, «Ужасный» Тед, как его теперь называли поклонники, победил Маккигни в матче, состоявшемся на арене Maple Leaf Gardens в Торонто. Позже он провел ещё три матча в промоушене «Maple Leaf Wrestling» в начале 1959 года, затем выступал в рамках «Stampede Wrestling» в Альберте и Саскачеване. Медведь также провел несколько матчей в промоушене «Три Стейт Спортс» в американском штате Айдахо.
В 1959 году газета «Leader-Post» сообщила о том, что Тед к тому моменту выиграл все из более чем 500 матчей за свою пятилетнюю карьеру. В 1960—1961 годах Тед боролся в основном на юге Соединённых Штатов, проиграв лишь дважды в 24 схватках.
6 мая 1960 года он выиграл матч с гандикапом 8:1 у команды, в которую входили, в частности, члены Зала славы NWA Анджело Савольди и Дон Кент. После небольшого перерыва 13 августа 1964 года Тед вернулся на арену в Торонто, вновь победив своего тренера Дэйва Маккигни.
В декабре он ещё дважды дрался в Maple Leaf Gardens, сначала выиграв матч-реванш против Маккигни, а затем победив Сканкмана в канун Нового года. Выиграв пару боев в 1965 году на чемпионате Джорджии по рестлингу, Тед большую часть последующего времени боролся в Онтарио и Альберте. На Рождество 1969 года он вернулся в Соединённые Штаты, чтобы провести выставочный поединок с Маккигни в Кливленде, штат Огайо.
15 октября 1971 года Тед дебютировал в составе команды Всемирной федерации рестлинга во встрече против The Beast на стадионе Сивик-арена. Ранее в том же году он впервые боролся в Галифаксе и Калифорнии (где победил будущего чемпиона WWWF, суперзвезду Билли Грэма). В 1972 году, во время своего пребывания в Сан-Франциско, Тед объединился с будущим чемпионом WWF и членом Зала славы Рокки Джонсоном, чтобы победить Люка Грэма и Фрица фон Геринга.
В декабре он победил Бобби Хинана (еще одного члена Зала славы WWE) и Барона фон Рашке в матче с гандикапом Всемирной ассоциации рестлинга (WWA). Он продолжил борьбу в WWA в 1973 году, во время которой он встретился со своей первой соперницей-женщиной, Таней Уэст. Он победил её техническим нокаутом 12 ноября, а затем, четыре дня спустя, обыграл её команду в смешанном матче с участием шести человек. В декабре он вернулся в США, победив Тони Сантоса 26 декабря в Нэшвилле, штат Теннесси.
Последний известный матч Теда состоялся против Дэйва Маккигни 29 марта 1975 года в Акроне, штат Огайо.

## Жизнь
Будучи детёнышем, Тед был лишён когтей и зубов, в ранние годы путешествовал с бродячим цирком. Когда цирк обанкротился в начале 1950-х, медведя приютил рестлер Дэйв Маккигни. Позже к нему присоединился другой медведь, Смоки.
13 июля 1966 года Маккигни предложил приз в размере 3000 долларов любому, кто сможет победить Теда. Вызов был принят Джоном Сигети (36-летним сварщиком, желавшим получить деньги на ремонт грузовика), который прижал Теда «примерно на 15 секунд», прежде чем Маккигни оттащил его. Маккигни и промоутер Говард Дарвин затем отказались выплачивать приз, поэтому Сигети подал на них в суд в мае 1968 года.
В октябре 1970 года Тед провел несколько дней в тюрьме округа Лондес. Маккигни предложил приз в размере 1500 долларов любому, кто сразится с Тедом. На предложение откликнулся рабочий-строитель весом 350 фунтов (160 кг) по имени Эд Уильямс. Перед матчем Маккигни сообщил Уильямсу, что у Теда в последнее время ухудшилось настроение и он может быть опасен, и поэтому отменил схватку. Уильямс обвинил его в том, что он отказался от сделки, и подписал исполнительный лист о наложении ареста. Теда задержали в качестве залога, а позже освободили под залог в 3000 долларов и обещание Маккигни явиться в суд. Тед недолго жил в доме Стю Харта в Калгари, пока работал в «Stampede», где молодой Брет Харт позволял ему слизывать мороженое со своих ног.
2 июля 1978 года в Авроре, Онтарио, Маккигни оставил дверь клетки Смоки открытой, когда отвечал на телефонный звонок. Смоки вырвался из клетки и проник в дом Маккигни, до смерти растерзав его девушку, 30-летнюю Линн Орсер.
В результате оба медведя были увезены специалистами Гуманного общества Онтарио. По состоянию на 5 июля у Смоки не наблюдалось каких — либо признаков бешенства, однако он находился на 14-дневном карантине. Единственным возможным объяснением Маккигни было то, что медведи иногда ведут себя непредсказуемо во время брачного сезона.
В июле 1988 года в Ньюфаундленде Маккигни ехал на рестлинг-шоу вместе с Адрианом Адонисом, Уильямом и Виктором Арко. Он свернул, чтобы избежать наезда на лося на Трансканадском шоссе, и разбил фургон, убив себя, Адониса и Виктора Арко и ранив Уильяма Арко.